# Hors du temps (2024)
Hors du temps (anhörenⓘ dt.: „Außerhalb der Zeit“) ist ein französischer Spielfilm von Olivier Assayas aus dem Jahr 2024. Die Tragikomödie handelt von zwei Brüdern, die mit ihren Partnerinnen während der COVID-19-Pandemie in ihrem Elternhaus ausharren müssen. Die Hauptrollen übernahnmen Vincent Macaigne, Micha Lescot, Nora Hamzawi und Nine D’Urso. Das Werk wurde Mitte Februar im Rahmen der Internationalen Filmfestspiele Berlin uraufgeführt. Ein französischer Kinostart ist für Mitte Juni geplant.

## Handlung
April 2020: Aufgrund der COVID-19-Pandemie herrscht ein Lockdown. Der Filmregisseur Etienne und sein Bruder Paul, ein Musikjournalist, haben sich in ihr Elternhaus zurückgezogen. Begleitet werden sie von ihren Lebensgefährtinnen Morgane und Carole. Die Geschwister werden in der Umgebung ständig an ihre Kindheit erinnert. Auch müssen sie an die abwesenden Eltern oder Nachbarn denken. Obwohl Etienne und Paul gemeinsam aufgewachsen sind, stellen sie fest, dass sie sich auseinandergelebt haben. Gleichzeitig belasten die drastischen Auswirkungen der Pandemie das Zusammenleben der vier Menschen.

## Veröffentlichung
Die Uraufführung des Films fand am 17. Februar 2024 im Rahmen der 74. Berlinale statt. Dort wurde der Beitrag in den Hauptwettbewerb aufgenommen.
Ein regulärer Kinostart in Frankreich wird am 19. Juni 2024 im Verleih von Ad Vitam erfolgen.